# Caenis sinensis
Caenis sinensis is een haft uit de familie Caenidae. De wetenschappelijke naam van de soort is voor het eerst geldig gepubliceerd in 1999 door Gui, Zhou & Su.
De soort komt voor in het Oriëntaals gebied.